# Fistelstimme
Die Fistelstimme (von lat. fistula – Pfeife, Röhre) ist die männliche Kopfstimme mit Hauchcharakter; sie wird gelegentlich vom Falsett unterschieden. Sie ermöglicht ungewöhnliche Höhen weit über den Tenor hinaus und ist in dieser Verwendung gelegentlich in der Operette zu hören. Im ernsten Kunstgesang wird sie nicht verwendet.
Physiologisch sind Fistel- und Falsettstimme identisch und kommen, wie laryngostroboskopische Untersuchungen zeigen, durch den gleichen Mechanismus zustande. Der einzige Unterschied liegt im Sprachgebrauch. Während man Falsett eher im Kunstgesang, z. B. für die ausgebildete Gesangsstimme von Countertenören oder Alti, benutzt, wird der Begriff Fistel eher bei Naturstimmen oder Imitatoren von Frauenstimmen benutzt.
Beim Sprechen wird die Fistelstimme mitunter als lächerlich oder unsympathisch empfunden. So wurde der Staatsratsvorsitzende der DDR Walter Ulbricht wegen seiner Fistelstimme häufig Opfer des Spotts.